# Charles Geerts
Charles Geerts (29 d'octubre de 1930 - 31 de gener de 2015) fou un futbolista belga.

## Selecció de Bèlgica
Va formar part de l'equip belga a la Copa del Món de 1954.